# Mitja Zastrow
Mitja Zastrow (n. 7 martie 1977, Wuppertal, RFG) este un înotător olandez, medaliat olimpic. A participat la 2 ediții ale Jocurilor Olimpice (2004, 2008) în care a câștigat o medalie de argint.